# 막심 이글린스키
막심 겐나디예비치 이글린스키(러시아어: Макси́м Генна́дьевич Иглинский, 1981년 4월 18일 ~ )는 카자흐스탄의 자전거 경기 선수로 같은 종목 선수인 발렌틴 이글린스키의 형이기도 하다. 2005년에 프로 선수로 입문하여 도미나 바칸체와 팀 미를람에서 활약했다. 2007년에는 크리테리움 뒤 도핀 리베레 제6구간에서 우승을 차지했으며, 2012년에는 리에주 바스토뉴-리에주에 참가하여 우승했다. 국가대표로서는 2004년 하계 올림픽과 2008년 하계 올림픽, 4번의 세계 선수권 대회(2005, 2009, 2011, 2013), 2010년 아시안 게임에 참가하였다.

## 경력

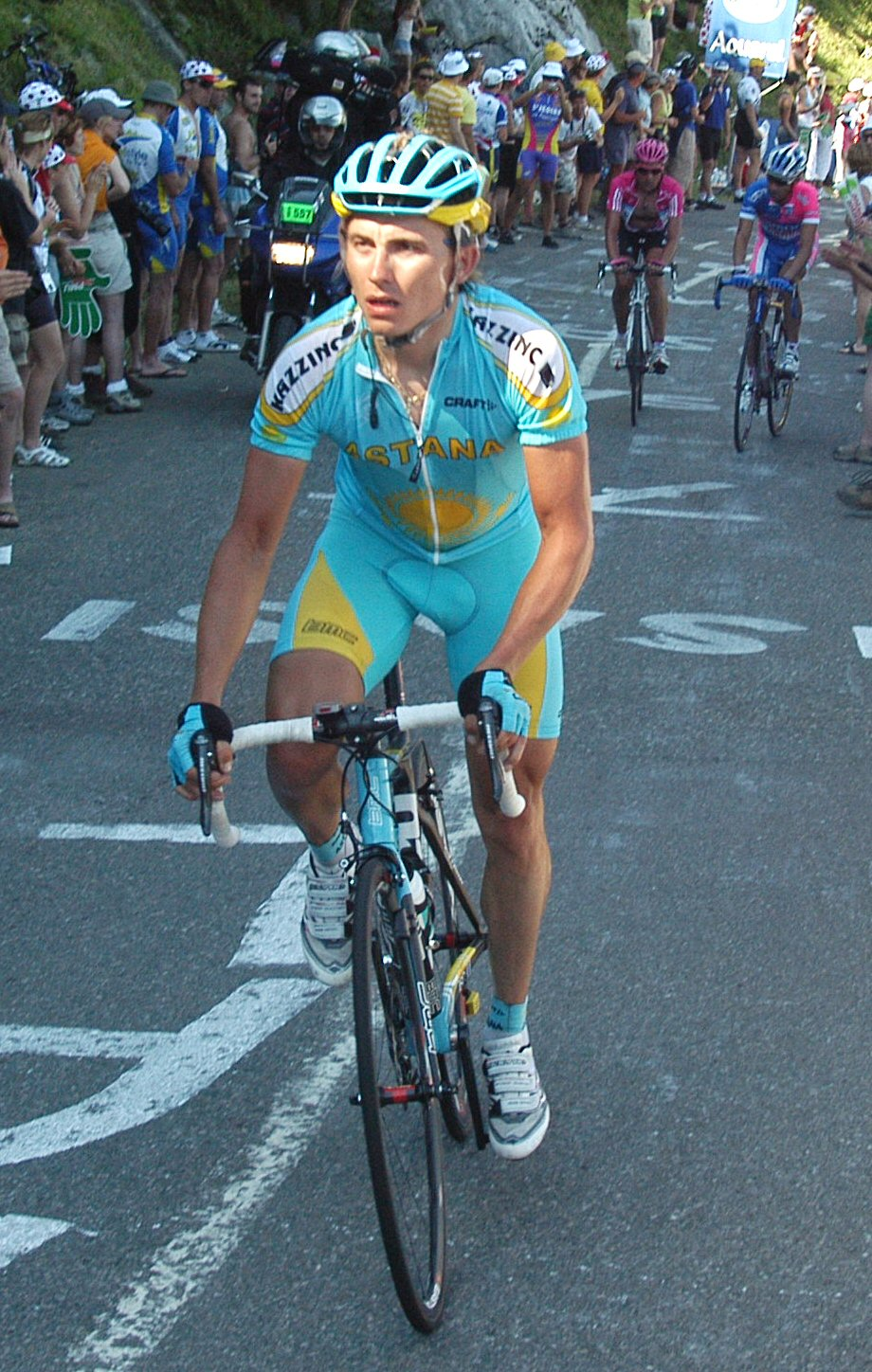
2007년 투르 드 프랑스 당시의 이글린스키

아스타나에서 태어났으며, 동생으로는 같은 종목인 자전거 경기 선수 발렌틴 이글린스키가 있다. 2002년에 부엘타 라 인데펜덴시아 나시오날에 참가하여 제8구간에서 1위를 하였다. 그 후 투어 오브 차이나 제2구간에서 1위를 차지하였다. 2003년에 카자흐스탄의 주니어 아마추어팀인 카페크에 입단했다. 이후 불가리아 투어 제3구간에서 1위를 하는 등 2003년 시즌을 그 팀에서 활약하였다. 2004년에 부엘타 라 인데펜덴시아 나시오날에서 종합 1위를 차지했으며, 이 해에 카자흐스탄 국가대표로 선발되어 일본 욧카이치에서 열린  2004년 아시아 선수권 대회에 참가하여 개인 도로 종목에서 개최국 일본의 스즈키 신리의 뒤를 이어 2위를 하여 은메달을 획득했다. 또 투어 오브 그리스에 참가하여 개막 경기에서 1위를 차지했다. 같은 해에 아테네에서 열린 2004년 하계 올림픽에 카자흐스탄 국가대표로 발탁되어 도로 독주 부문에 출전하게 되었으나 완주에 실패했다.
2005년에 프로 선수로 전환하여 이탈리아 프로팀인 도미나 바칸체에 입단하여 매년 카마이오레에서 개최되는 도로 자전거 경기 대회인 그란 프레미오 치타 디 카마이오레에 참가하여 우승을 차지했다. 그 후 도이칠란트 투어에 참가, 제6구간에서 1위를 기록했다. 2006년에는 카자흐스탄 도로 자전거 경기 선수권 대회에 참가하여 1위를 차지했다. 이듬 해에도 카자흐스탄 도로 선수권 대회에서 1위를 차지했으며, 크리테리움 뒤 도핀 리베레 제6구간에서 우승을 차지했다. 이 해에 고국의 프로 사이클 팀인 아스타나 프로팀으로 이적했으며, 투르 드 쉬스에서 1위를 기록했다. 같은 해에 열린 투르 드 로망디에서는 9위를 기록했다. 2008년에 베이징에서 열린 올림픽에 카자흐스탄 국가대표로 출전하여 개인 도로 부문에 출전했으나 완주하지 못했다. 2009년에 벨기에 플랑드르 지방을 무대로 하는 E3 프레이스 플란데런에 참가하여 필리포 파차토의 뒤를 이어 3위를 기록했다.
이후 2010년에는 몬테파스키 스트라데 비안케에서 토마스 뢰프크비스트와 마이클 로저스를 꺾으며, 우승을 차지했다. 티레노–아드리아티의 제4구간에서는 1위를 차지한 미켈레 스카르포니와 17초 차이로 5위를 기록했다. 겐트-베벨험 대회에서 우승자인 베른하르트 아이젤과 51초 차이로 7위를 기록하였다. 그 후 밀란-산 레모, 투어 오브 플랑드르에서 8위를 기록했다. 그 후 2012년에 리에주 바스토뉴-리에주 경기에서 우승을 했고, 2012 스트라데 비안케에서 파비안 칸첼라라의 뒤를 이어 2위를 하였다. 이후 같은 해에 열린 투어 오브 벨기에에서 1위를 차지했으며, 드바르스 도르 플란데에서는 8위를 하였다. 이듬 해인 2013년에 알마티 투어에서 우승을 차지하고 벨기에 투어에서 제4구간 1위, 부엘타 아 에스파냐 제1구간 도로 독주 1위를 기록했다. 같은 해에 이탈리아 토스카나주에서 열린 세계 선수권 대회에서 카자흐스탄 국가대표로 출전하여 개인 도로 부문 8위를 기록했다. 2014년 6월에는 고향 아스타나에서 열린 2014년 아시아 선수권 대회에서 개인 도로 경기에 출전하여 같은 카자흐스탄 동료 선수인 루슬란 틀레우바예프의 뒤를 이어 은메달을 획득했다. 이 대회의 동메달도 드미트리 그루즈데프가 차지하면서 포디움을 모두 카자흐스탄 선수가 휩쓸었다. 이후 8월에 열린 클라시카 산세바스티안 대회에서 26위를 한 것을 마지막으로 은퇴했다.